# 协和广场 (雅典)
协和广场（希臘語：Πλατεία Ομονοίας, Plateía Omonoías），希腊首都雅典市的一座广场，是雅典市的主要交通枢纽之一。

## 图集

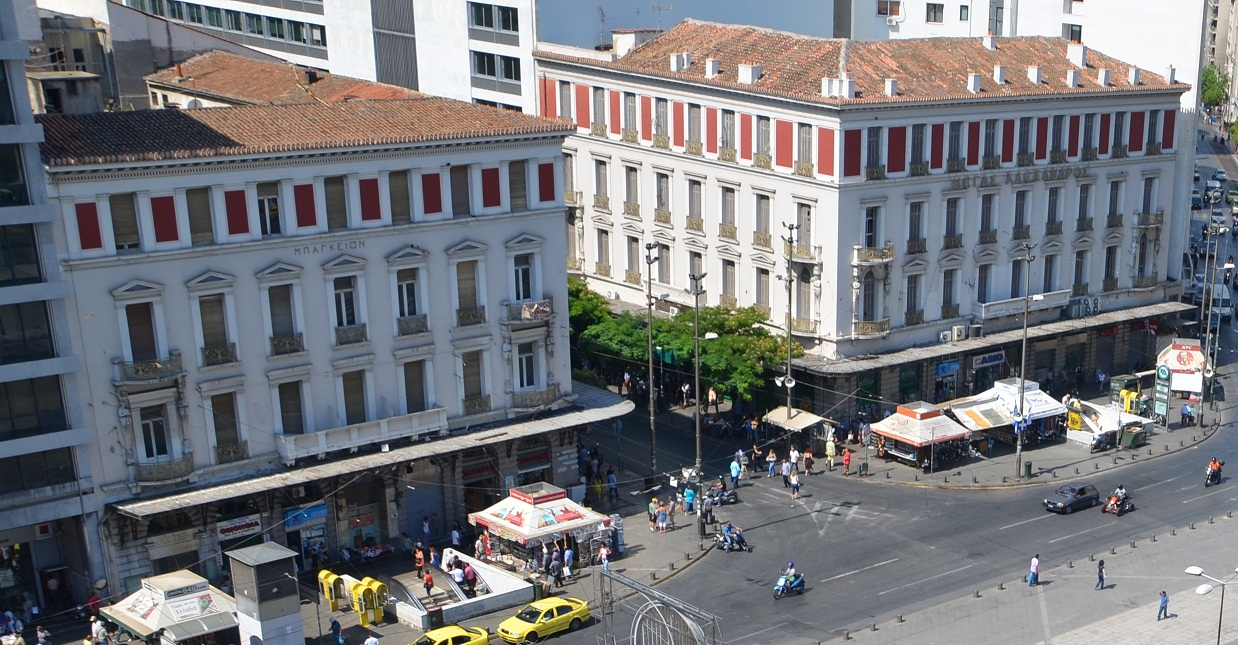
广场附近最明显的两座建筑物： Bagkeion大厦 (左) 与 Megas Alexandros 酒店
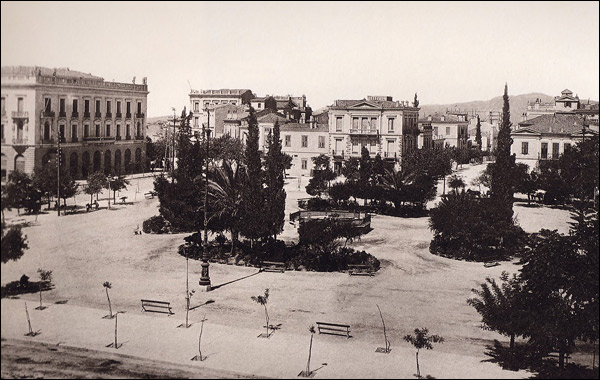
协和广场，1890年
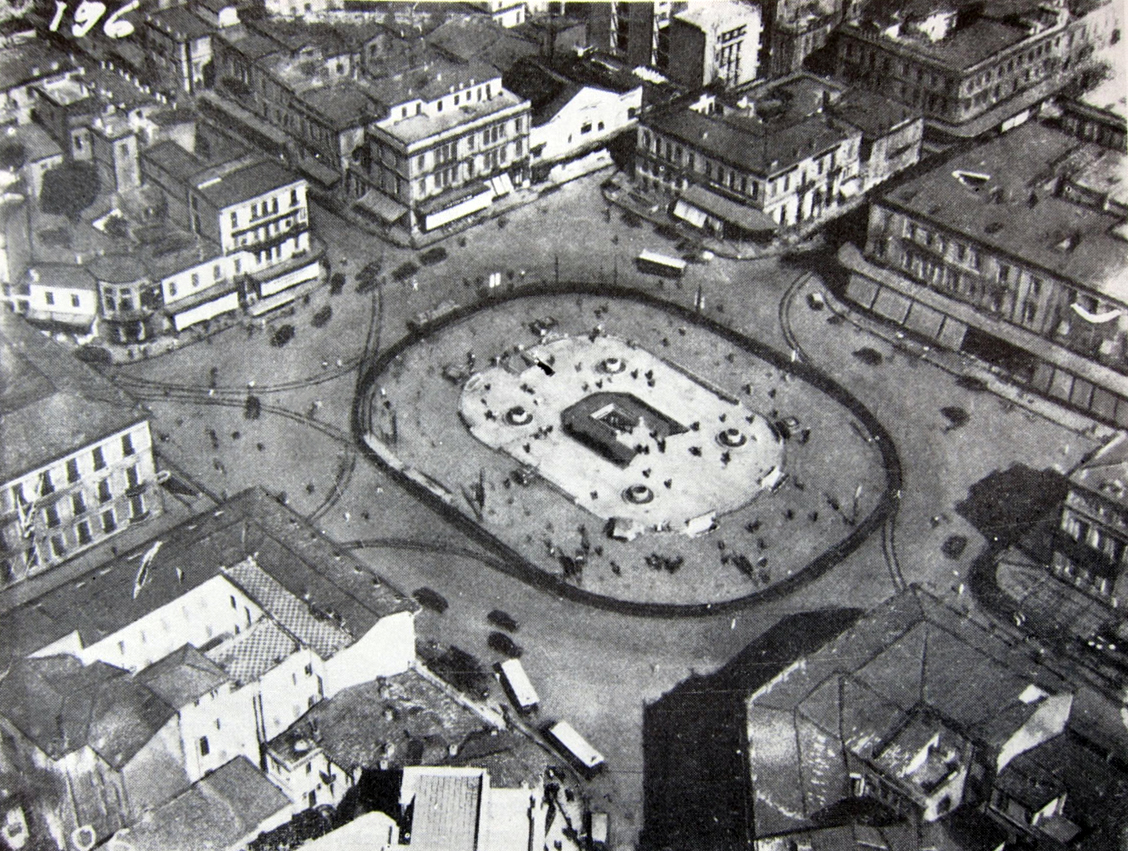
协和广场，1925年
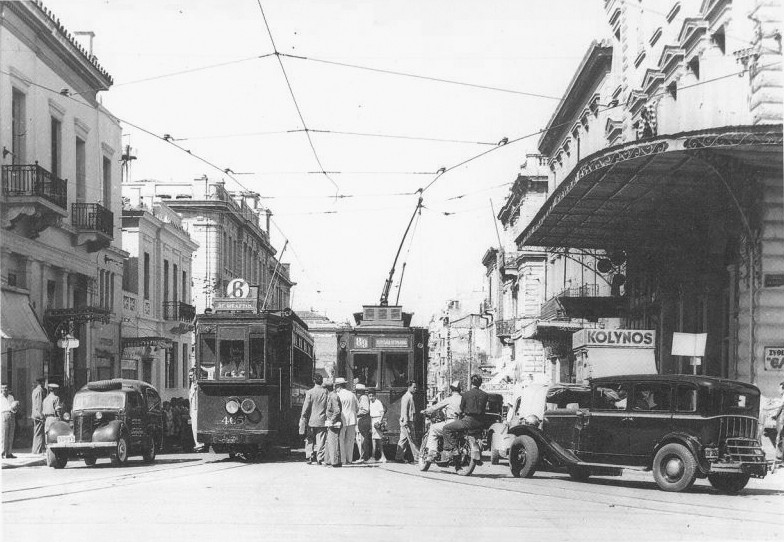
协和广场，1950年代
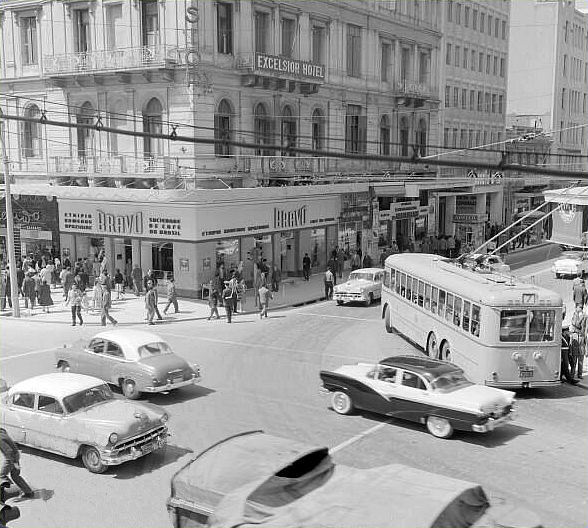
协和广场，1960年代
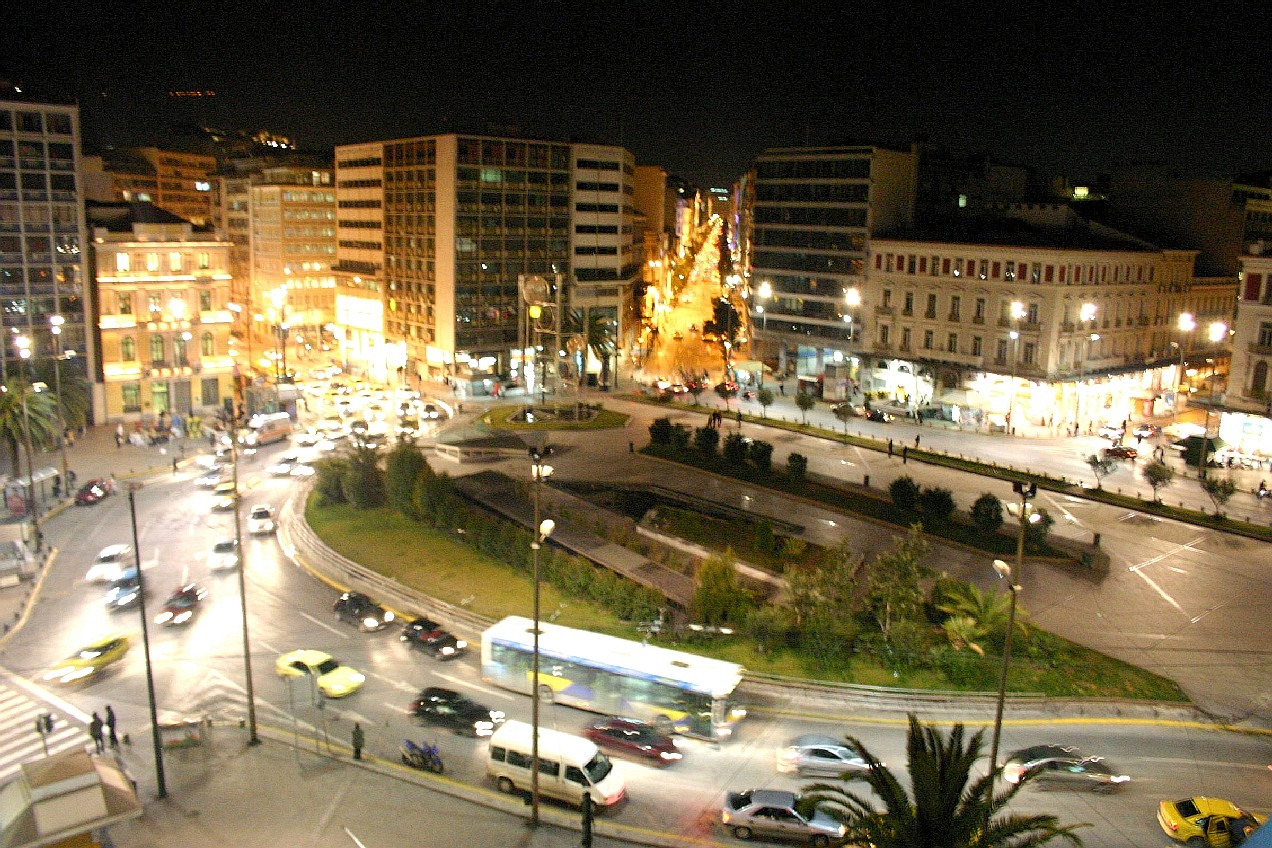
夜景
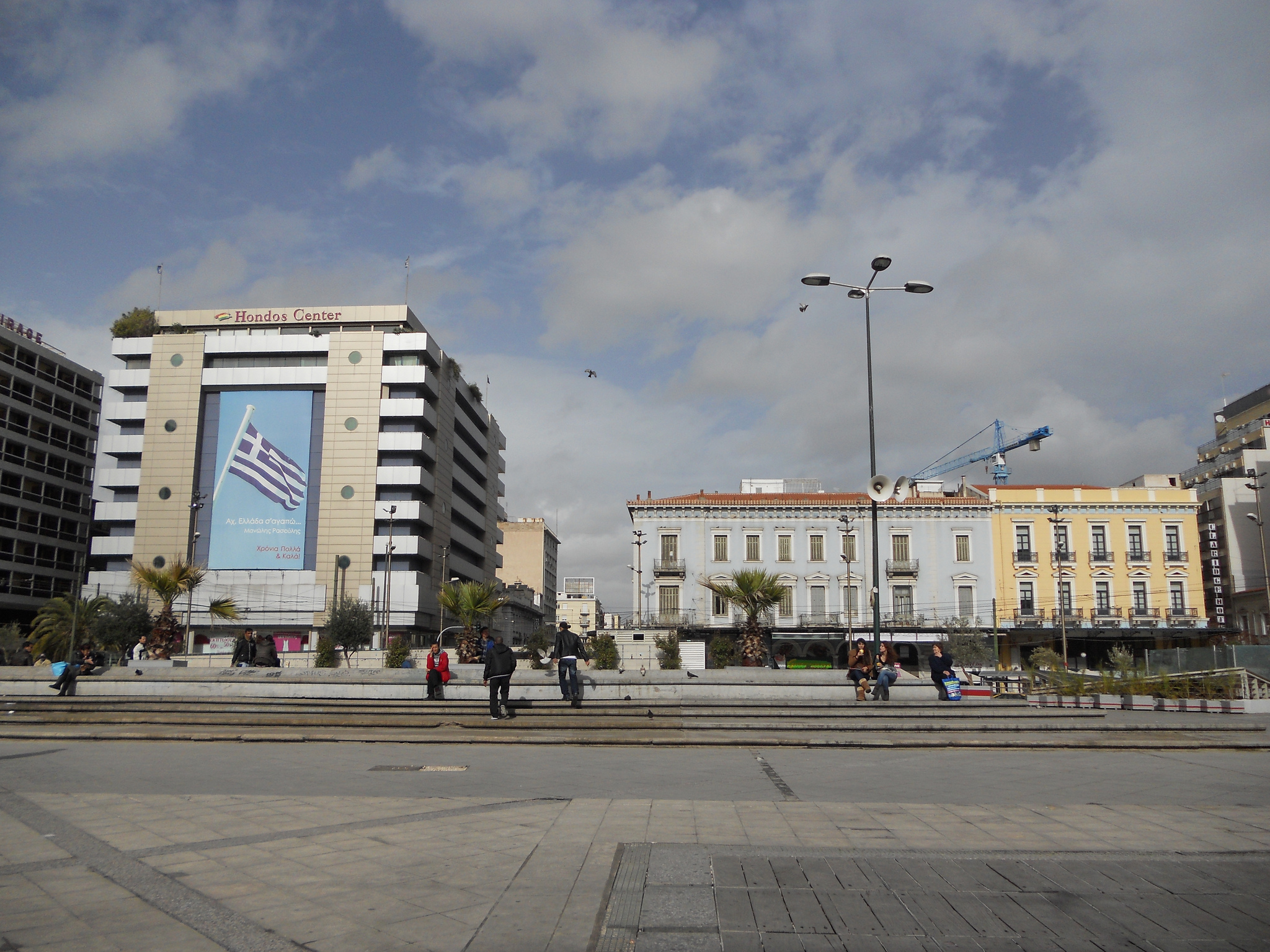
协和广场，2013年